# Квинт Сервей
Квинт Серве́й (лат. Quintus Servaeus; родился, по одной из версий, около 20 года до н. э. — умер, предположительно, в 32 году) — римский политический деятель из неименитого плебейского рода Сервеев, первый наместник Коммагены (18 год).

## Биография
О происхождении Квинта Сервея достоверно ничего не известно. Он был приближённым Германика и сопровождал последнего во время его путешествия на восток Империи. В 18 году Квинт стал первым римским наместником Коммагены и занимал эту должность в ранге претора (исходя из чего его рождение в историографии датируется периодом около 20 года до н. э.). В 20 году Квинт Сервей, вместе с Публием Вителлием и Квинтом Веранием, обвинил бывшего императорского легата Сирии Гнея Кальпурния Пизона в разложении войск и отравлении Германика. Вскоре после этого император Тиберий внёс предложение о даровании сенатом жреческих званий Сервею, Вителлию и Веранию. В 32 году Квинт Сервей и сам был осуждён как один из главных участников заговора Луция Элия Сеяна, хотя он всего лишь дружил с некогда могущественным префектом претория. Согласно Корнелию Тациту, он смог себя спасти, донеся на некоторых других людей; впрочем, с Тацитом не согласен немецкий учёный-религиевед Й. Рюпке, отнёсший его смерть к этому году. 
Возможно, его потомком был консул-суффект 82 года Сервей Инноцент.